# Маккей, Иэн
Иэн Макке́й ([məˈkaɪ]; англ. Ian Thomas Garner MacKaye, распространена также транскрипция имени Ян или Йен) — американский гитарист, вокалист и продюсер. Вокалист групп Minor Threat, Embrace, Fugazi, The Evens, а также основатель и владелец независимого рекорд-лейбла Dischord Records.
Являясь одной из ключевых фигур в среде американского хардкор-панка 80-х годов, Маккей внес серьёзный вклад в становление стрейт-эдж движения. Помимо участия в группах, он работал как звукорежиссёр (recording engineer) и продюсер с 7 Seconds, Nation of Ulysses, Bikini Kill, Rites of Spring и Rollins Band.

## Биография

### Детские годы
Ян Маккей родился 16 апреля 1962 в Вашингтоне, округ Колумбия, США. Его отец работал журналистом в газете «Вашингтон Пост» (Washington Post), освещая деятельность Белого дома, затем как обозреватель в области религии. Также он являлся активистом St. Stephen’s Episcopal Church.
В юношеском возрасте Маккей был активным поклонником хард-рока (Led Zeppelin, Тед Ньюджент). Позже он открыл для себя панк-рок, что вдохновило его на создание собственного творчества. Главными источниками вдохновения Иэна являлись представители калифорнийской сцены местного округа Колумбия (Bad Brains, Black Flag).
Его друг тех времен Генри Гарфилд, более известный как Генри Роллинз (англ. Henry Rollins), впоследствии также стал заметной фигурой в хардкор-музыке.
Брат Маккея, Алек (англ. Alec MacKaye), также играл в нескольких хардкор-группах.

### Ранние проекты
Первую свою группу Маккей собрал летом 1979 года, в возрасте 17 лет. The Slinkees, так они назывались, успели дать всего один концерт, но, тем не менее, начало было положено.
Следующая группа Маккея носила название The Teen Idles (1979—1980 гг.). Иэн играл в этой группе на бас-гитаре.

### 1980—1983: Minor Threat
В 1980 году Маккей и Джефф Нельсон (Jeff Nelson) (тоже экс-участник The Teen Idles) основали группу Minor Threat. Басистом стал Брайан Бейкер (Brian Baker), а гитаристом Лайл Преслар (Lyle Preslar), который, в свою очередь, до этого пел в группе Extorts. Находясь под влиянием вашингтонской команды Bad Brains, Minor Threat стали играть ускоренный, агрессивный хардкор-панк.
Настоящим гимном набирающего силу стрейт-эдж движения стала композиция с первого EP группы, которая так и называлась — «Straight Edge».
```
       
Minor Threat, 1981

       I'm a person just like you              Я такой же человек, как и ты  
       But I've got better things to do        Но я знаю вещи получше
       Than sit around and fuck my head        Чем тупо сидеть и трахать свой мозг
       Hang out with the living dead           Тусоваться с живыми трупами
       Snort white shit up my nose             Забивать свой нос белым дерьмом
       Pass out at the shows                   И отключаться на концертах
       I don't even think about speed          Я даже не думаю о спидах
       That's something I just don't need      Мне это просто не нужно
       I've got the straight edge!             У меня есть четкая грань!

       I'm a person just like you              Я такой же человек, как и ты
       But I've got better things to do        Но я знаю вещи получше
       Than sit around and smoke dope          Чем тупо сидеть и вдыхать дурман
       'Cause I know I can cope                Потому что я знаю — я справлюсь
       Laugh at the thought of eating ludes    Смеюсь над мыслью жрать колёса
       Laugh at the thought of sniffing glue   Смеюсь над мыслью нюхать клей
       Always gonna keep in touch              Всегда держу себя под контролем
       Never want to use a crutch              И никогда не возьмусь за костыль
       I've got the straight edge!             У меня есть четкая грань!
```

Также в период 1981—1982 гг. Маккей и Нельсон работали над проектом с двойным названием Skewbald/Grand Union, впрочем, он так и остался студийным.
Minor Threat распались в 1983 году из-за разногласий между участниками коллектива.

### 1983—1987
В период 1983—1987 гг. Маккей успел поиграть во многих группах. Одним из таких коллективов стала группа Embrace (1985—1986), являвшаяся одной из первых групп (наряду с Rites of Spring), которая исполняла эмоциональный хардкор, впоследствии ставший известным как отдельное музыкальное направление — эмо. Также играл в группах Egg Hunt (1986) и Pailhead (1988). В последней группе принимал участие Эл Йоргенсен (Al Jourgensen) из группы Ministry.

### 1987—2002: Fugazi
В 1987 году Маккей основал группу Fugazi.
Название группы — сленговая аббревиатура (Fucked Up, Got Ambushed, Zipped In), которую Маккей встретил в книге Марка Бейкера Nam (сборнике воспоминаний вьетнамских ветеранов). Звучание Fugazi можно определить как пост-хардкор, с элементами фанка и регги.
В 2002 году было объявлено, что группа «уходит в отпуск», каковой продолжается и по сей день.

### 2005-настоящее время: The Evens
C 2005 года Маккей, после некоторого перерыва своей музыкальной деятельности, играет на гитаре в группе The Evens. Ещё одна участница группы — Эми Фарина (Amy Farina), экс-The Warmers. 24 мая 2008 года у Иэна и Эми родился их первый сын. На сегодняшний день группа выпустила три альбома — The Evens (2005),  Get Evens (2006) и The Odds (2012)

## Dischord Records
Ещё в 1980 году Маккей и Нельсон основали независимый рекорд-лейбл Dischord Records, для выпуска записей своей тогдашней группы The Teen Idles. Со временем лейбл стал известным и уважаемым на всём восточном побережье США. На сегодняшний день на счету Dischord Records порядка полутора сотен релизов различных хардкор-групп — среди них Government Issue, Void, Scream, Fugazi, Artificial Peace, Rites of Spring, Gray Matter, Dag Nasty и другие. Политика лейбла до сих пор определяется идеологией DIY («do it yourself»), среди всего прочего отказ от выпуска музыкальных клипов, рекламных синглов, отказ от продаж футболок с логотипами групп, отказ от сотрудничества с мажорными лейблами ради коммерческой раскрутки групп.

## Фильмография
Маккей снялся во многих документальных фильмах.
- «American Hardcore» (2006)
- «930°F»
- «Другое состояние разума» (Another State of Mind)
- «Instrument»
- «Dogtown and Z-Boys»
- «D.I.Y. or Die: How to Survive as an Independent Artist»
- «Don’t Need You: The Herstory of Riot Grrrl»
- «Punk’s Not Dead» (2007)
- «We Jam Econo»
- «The Shield Around the K»
- «Drive» (фильм Mike Vallely)

## Книги
- «The Idealist», автор Глен Фридман (Glen E. Friedman) при участии Маккея, Burning Flags Press, 1998, ISBN 0-9641916-5-2